# 田熊造船
田熊造船株式会社（たぐまぞうせん）は広島県尾道市因島田熊町に存在する中小型船（鋼船）専門造船所である。

## 概要
おもに企業相手のビジネスモデルであるため近年では中国地方限定でTVCMも放送している。
造船分野では19総トンクラスまでの大きさの作業船を専門的に建造しており、旅客船建造はしていない。シリーズ展開している作業船は好調でシリーズ船という位置付けでありながら、使用用途に合わせてカスタマイズできるメリットがある船を開発している。中小型船専門造船所であることで各シリーズに特化した性能があり全国に出荷している。
修繕分野では主に中国地方で稼働しているフェリー、旅客船、作業船、台船等幅広くドックしている。敷地面積が狭いこともあり上架している船が都度入れ変わっている。入渠する船籍も様々で、遠いところでは東北からの船もみられる。
令和５年 創業開始から１５２年ということで永年継続事業所表彰を受彰したと報じられた。

## 沿革
- 1872年（明治5年）-創業者の村上政七が金山地区（現：広島県尾道市因島）に作業場を建設後造船業を開始
- 1912年（大正元年）-作業場に洋型船の注文が殺到し事業が急展開する
- 1940年（昭和15年）-第二次世界大戦のさなか、日本は石炭需要の影響で石炭運搬船新造を相次いで受注
- 1950年（昭和25年）-新たな会社組織として「有限会社」法人格を登録し、有限会社田熊造船所を設立

- 1964年（昭和39年）-鋼船建造における各種用途の作業船を多数受注する。時代の流れと共に中小型船の建造がピークとなる
- 2016年（平成28年）-会社組織を拡充するため各協力会社と業務提携を開始
- 2018年（平成30年）-長年続いた法人格（有限会社）を株式会社に組織変更すると同時に、資本金を1000万円に増資
- 2023年（令和5年）-因島商工会議所より152年を迎えたことによる永年継続事業所表彰を受彰
- 2024年（令和6年）-初となるTVCMを開始

## 事業所
- 広島県尾道市因島田熊町5439-8

## シリーズ船展開（外部サイト）
- 4.9ｔ鋼製作業船-MarineAgent DELTA
- 10ｔ鋼製作業船-MarineAgent StarLINE
- 19ｔ鋼製作業船-MarineAgent TRITON